# جون بوسول كوب
جون بوسول كوب (بالإنجليزية: John B. Cobb)‏ هو عالم عقيدة أمريكي، ولد في 9 فبراير 1925 في كوبه في اليابان.